# SuperEnalotto

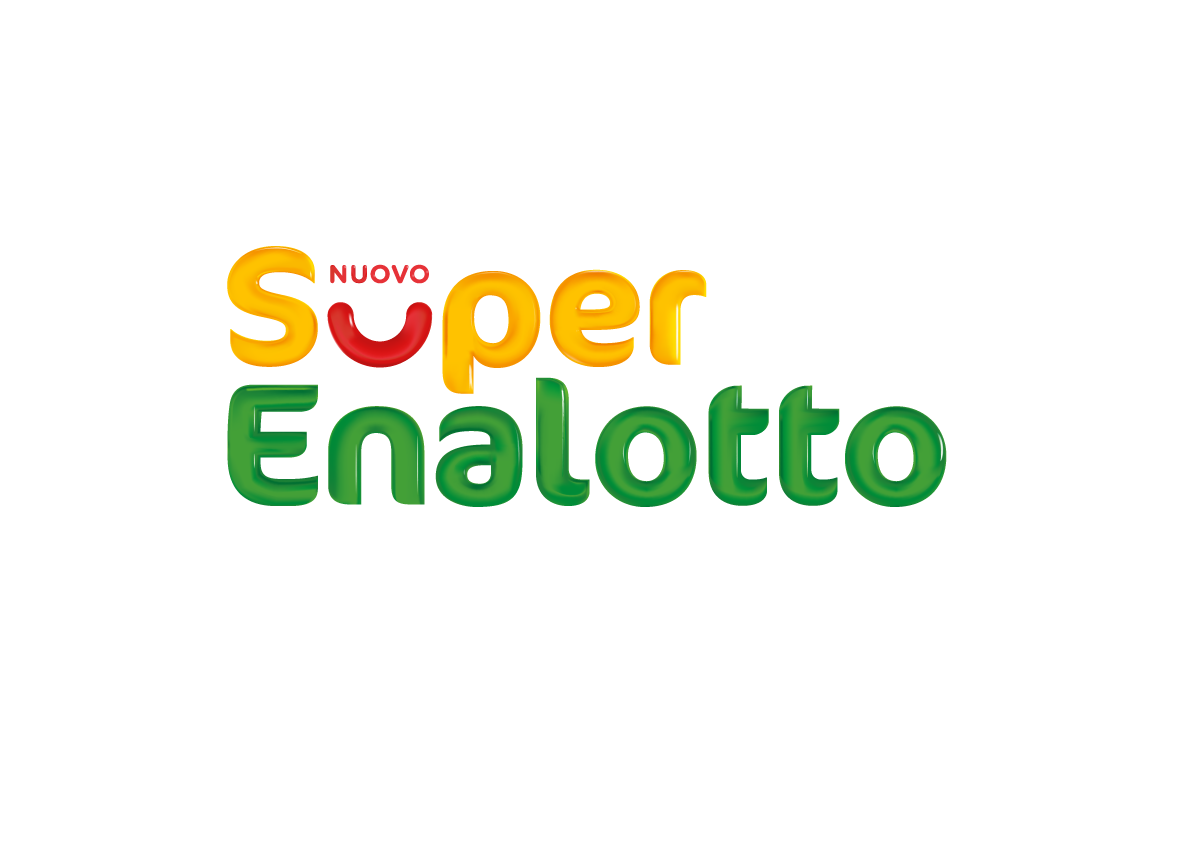
Logo "Nuovo SuperEnalotto"

Il SuperEnalotto è un gioco numerico a totalizzatore e a premi italiano, gestito dalla SISAL. Ha sostituito l'Enalotto dal 1º dicembre 1997. Suo ideatore fu Rodolfo Molo, ex presidente SISAL e figlio di Geo Molo, che fu uno degli inventori del Totocalcio assieme a Fabio Jegher e Massimo Della Pergola.

## Storia
Nel regolamento originario, rimasto in vigore fino al 30 giugno 2009, la combinazione vincente, come per l'Enalotto, era legata alle estrazioni del lotto ed era composta dai primi numeri estratti delle ruote di Bari, Firenze, Milano, Roma, Napoli e Palermo. Qualora il primo numero estratto in una di quelle ruote fosse stato uguale a un precedente primo estratto, si considerava valido ai fini del gioco il secondo numero di tale ruota, e così via fino al quinto. Tale metodo di determinazione della sestina vincente presentava una piccola probabilità di impossibilità di compilazione della stessa (eventualità prevista nell'articolo 3 del vecchio regolamento): se i cinque numeri estratti di una delle sei ruote fossero coincisi con i primi estratti delle restanti cinque, non sarebbe stato possibile stabilire il sesto numero; in questo caso nessuno avrebbe potuto vincere il montepremi previsto per il "6".
A questi numeri si affiancavano il cosiddetto "Numero Jolly", ovvero il primo estratto (o il secondo o il terzo e così via in caso di uguaglianza) della ruota di Venezia, e dal 2006 il numero "SuperStar", ovvero il primo estratto sulla ruota Nazionale.

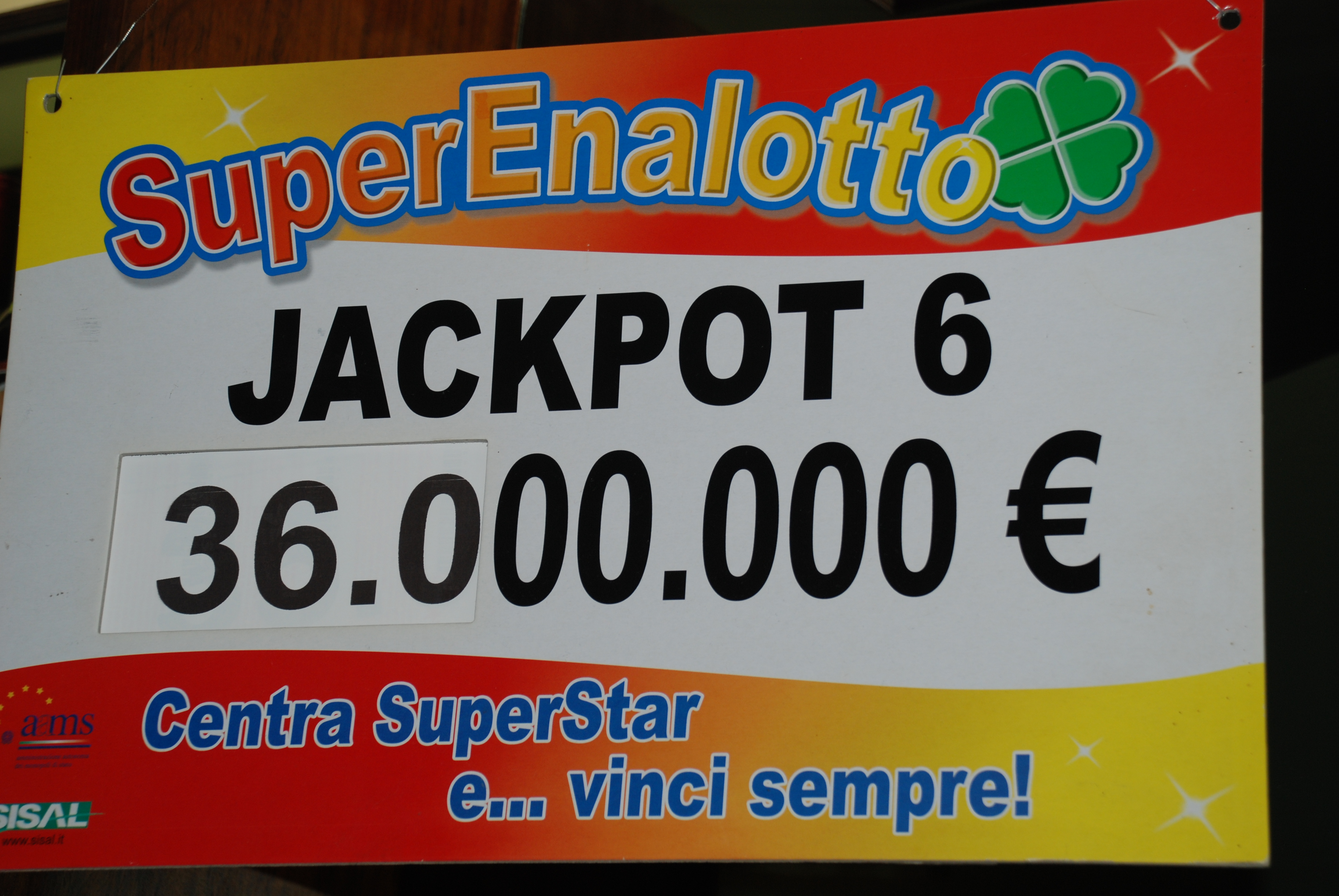
Tabellone con indicazione del jackpot del SuperEnalotto (luglio 2008)

Dal 1º luglio 2009, con l'entrata in vigore del nuovo regolamento, la combinazione vincente del SuperEnalotto ed i numeri Jolly e SuperStar non dipendono più dai numeri estratti sulle ruote del Lotto ma da due estrazioni separate, una per determinare la sestina ed il Jolly ed un'altra per il SuperStar, effettuate mediante macchine automatizzate a mescolamento pneumatico, il tutto presso l'Agenzia delle dogane e dei monopoli sita in piazza Mastai 12 a Roma. Le estrazioni avvengono regolarmente tre volte alla settimana, suddivise nelle giornate di martedì, giovedì e sabato. A partire dal 7 luglio 2023 fino alla fine dell'anno, SuperEnalotto ha inserito il venerdì come estrazione aggiuntiva per una raccolta fondi in favore della regione Emilia-Romagna a seguito dell'alluvione verificatasi nel maggio dello stesso anno; da gennaio 2024 il venerdì resta come estrazione aggiuntiva per le raccolte fondi in favore delle emergenze nazionali.
Il Superenalotto, a differenza del Lotto, è un gioco a vincita variabile, nel senso che il montepremi (più eventualmente il jackpot del concorso precedente) di ogni concorso viene suddiviso nelle 5 categorie di vincita e spartito in modo equo tra i vincitori delle singole categorie. Pertanto la vincita dipende dal montepremi e dal numero di altri vincitori della stessa categoria.
La prima maxi-vincita (montepremi più jackpot), corrispondente a più di 16 miliardi di lire, fu ottenuta da un giocatore di Forlì il 27 giugno 1998.
Un gioco si dice equo quando la giocata (chiamiamola g) è pari all'importo della vincita (chiamiamola v) moltiplicato per la probabilità di vincita (chiamiamola p). In formula: g = p × v. Ciò premesso va detto che la probabilità di vincita di cifre elevate è estremamente bassa; nonostante ciò il gioco ha attratto fin dall'inizio moltissimi giocatori, attratti dal fatto che le cifre messe in palio sono elevatissime. Per farsi un'idea della difficoltà di vincere, basti pensare che l'indovinare tutti i sei numeri della combinazione ha una probabilità di verificarsi di 1 su 622614630.
La probabilità estremamente bassa ha comunque portato a delle vincite notevoli; la vincita meno probabile in assoluto è avvenuta il 2 dicembre 2008, quando, a distanza di 11 anni dall'inizio del gioco, è stata azzeccata una combinazione di 6 numeri e il Superstar (probabilità di 1 su 56 035 316 700) per una vincita complessiva superiore ai 47 milioni di €. È infatti noto come sia comune la propensione a spendere piccole somme nella speranza remota di grosse vincite, anche quando il gioco è razionalmente svantaggioso come nel caso del Superenalotto, che mette in palio il 60% delle somme giocate.
A partire dal 2 febbraio 2016, il regolamento del SuperEnalotto è cambiato e si può vincere anche con il "2". Inoltre, sulla ricevuta di gioco è stampato un "quadrato magico" con 4 numeri: se questi sono presenti fra quelli delle giocate, si ha diritto ad una vincita immediata da 25 euro.
Il prezzo per ogni singola giocata è di 1 € (fino a gennaio 2016 era di 0,50 €).

## Giocate e vincite
Con SuperEnalotto si può vincere indovinando:
- due numeri;
- tre numeri;
- quattro numeri;
- cinque numeri;
- cinque numeri più il numero jolly (5+1);
- tutti i sei numeri.

La giocata minima si ottiene marcando una combinazione da sei numeri (fino al 31 gennaio 2016 si dovevano compilare due combinazioni da sei numeri su ciascun pannello) per un importo pari a 1 € (in precedenza 0,50 € per ogni combinazione giocata). Si possono mettere in gioco fino ad un massimo di 27 132 combinazioni (corrispondente a una giocata di 19 numeri su un pannello) per un importo pari a 27 132 €.
La seguente tabella riporta le combinazioni messe in gioco e le probabilità di vincita secca (sei numeri) a seconda del totale di numeri giocati in combinazione integrale su un solo pannello.
| Numeri giocati su un pannello | Combinazioni in gioco | Probabilità di vincita | Calcolo matematico |
| 6                             | 1                     | 1 su 622614630         | {\displaystyle {90 \choose 6}={\frac {90!}{84!6!}}={\frac {90\cdot 89\cdot 88\cdot 87\cdot 86\cdot 85}{6\cdot 5\cdot 4\cdot 3\cdot 2\cdot 1}}=622.614.630} |
| 7                             | 7                     | 1 su 88944947          | {\displaystyle {\frac {622.614.630}{7}}=88.944.947,{\overline {142857}}}                                                                                   |
| 8                             | 28                    | 1 su 22236237          | {\displaystyle {\frac {622.614.630}{28}}=22.236.236,7{\overline {857142}}}                                                                                 |
| 9                             | 84                    | 1 su 7412079           | {\displaystyle {\frac {622.614.630}{84}}=7.412.078,9{\overline {285714}}}                                                                                  |
| 10                            | 210                   | 1 su 2964832           | {\displaystyle {\frac {622.614.630}{210}}=2.964.831,{\overline {571428}}}                                                                                  |
| 11                            | 462                   | 1 su 1347651           | {\displaystyle {\frac {622.614.630}{462}}=1347650,{\overline {714285}}}                                                                                    |
| 12                            | 924                   | 1 su 673825            | {\displaystyle {\frac {622.614.630}{924}}=673.825,3{\overline {571428}}}                                                                                   |
| 13                            | 1716                  | 1 su 362829            | {\displaystyle {\frac {622.614.630}{1.716}}=362.829,0{\overline {384615}}}                                                                                 |
| 14                            | 3003                  | 1 su 207331            | {\displaystyle {\frac {622.614.630}{3.003}}=207.330,{\overline {879120}}}                                                                                  |
| 15                            | 5005                  | 1 su 124399            | {\displaystyle {\frac {622.614.630}{5.005}}=124.398,{\overline {527472}}}                                                                                  |
| 16                            | 8008                  | 1 su 77749             | {\displaystyle {\frac {622.614.630}{8.008}}=77.749,07{\overline {967032}}}                                                                                 |
| 17                            | 12 376                | 1 su 50308             | {\displaystyle {\frac {622.614.630}{12.376}}=50.308,22{\overline {802197}}}                                                                                |
| 18                            | 18 564                | 1 su 33539             | {\displaystyle {\frac {622.614.630}{18.564}}=33.538,8{\overline {186813}}}                                                                                 |
| 19                            | 27 132                | 1 su 22948             | {\displaystyle {\frac {622.614.630}{27.132}}=22.947,6{\overline {127819548872180451}}}                                                                     |

Nota: la probabilità di ottenere una vincita con punti "tre" è nell'ordine dello 0,00306. Questo implica che, mediamente, si otterrà una vincita con punti "tre" (circa 16,98 €) ogni 327 combinazioni giocate (spesa di 327 €), analogamente un "quattro" da 309 € con una spesa di 11907 € e un "cinque" da 32102 € con una spesa di 1235346 € in media.
Ecco di seguito le probabilità di uscita su una singola colonna, calcolate usando le tecniche del calcolo combinatorio:
| Punteggio su una colonna | Probabilità di uscita | Calcolo                                                                                     |
| 0                        | 1 su 1,53             | {\displaystyle {{6 \choose 0}\cdot {84 \choose 6} \over {90 \choose 6}}}                    |
| 1                        | 1 su 3,36             | {\displaystyle {{6 \choose 1}\cdot {84 \choose 5} \over {90 \choose 6}}}                    |
| 2                        | 1 su 22               | {\displaystyle {{6 \choose 2}\cdot {84 \choose 4} \over {90 \choose 6}}}                    |
| 3                        | 1 su 327              | {\displaystyle {{6 \choose 3}\cdot {84 \choose 3} \over {90 \choose 6}}}                    |
| 4                        | 1 su 11907            | {\displaystyle {{6 \choose 4}\cdot {84 \choose 2} \over {90 \choose 6}}}                    |
| 5                        | 1 su 1250230          | {\displaystyle {{6 \choose 5}\cdot {1 \choose 0}\cdot {83 \choose 1} \over {90 \choose 6}}} |
| 5+1                      | 1 su 103769105        | {\displaystyle {{6 \choose 5}\cdot {1 \choose 1}\cdot {83 \choose 0} \over {90 \choose 6}}} |
| 6                        | 1 su 622614630        | {\displaystyle {{6 \choose 6}\cdot {84 \choose 0} \over {90 \choose 6}}}                    |

Sommando le probabilità di vincita di ciascuna categoria, si ottiene che la probabilità di vincere almeno un premio di qualunque categoria è di circa 1 su 20. Infatti:
{\displaystyle {1 \over 22}+{1 \over 327}+{1 \over 11.907}+{1 \over 1.250.230}+{1 \over 103.769.105}+{1 \over 622.614.630}\cong {1 \over 20}}

## Il numero SuperStar
SuperStar è un gioco addizionale ed opzionale di SuperEnalotto introdotto a partire dal concorso n. 37 del 28 marzo 2006. Il numero SuperStar è un numero casuale compreso tra 1 e 90, indipendente dalla sestina del SuperEnalotto, abbinato alle combinazioni per le quali è stata scelta l'opzione "SuperStar". Il costo per giocare a SuperStar è di 0,50 € per ogni combinazione di SuperEnalotto a cui viene associato il numero SuperStar.
Fino al 30 giugno 2009 il numero SuperStar corrispondeva al primo numero estratto sulla ruota Nazionale; dal 1º luglio 2009 viene determinato con apposita estrazione. Inizialmente il numero era generato dal terminale al momento della convalida, ma da questa data lo si può scegliere anche personalmente, marcandolo sull'apposita sezione della nuova versione della schedina.
È inoltre possibile al momento della convalida vincere premi istantanei: vengono infatti assegnati premi, da 5 a 10000 €, ogni 1000 combinazioni convalidate nel territorio nazionale con l'opzione SuperStar. In caso di vincita il terminale emette un segnale acustico e il titolo con il quale è possibile incassare la vincita, immediatamente e in contanti, presso il punto di vendita.
Con il nuovo regolamento, a partire dal 2 febbraio 2016, i premi istantanei del SuperStar sono stati eliminati, mentre il prezzo è rimasto invariato.
Oltre alla vincita regolare del gioco, nel caso in cui venga indovinato anche il numero SuperStar (o anche solo indovinando il numero SuperStar senza vincite regolari) si ha diritto ai seguenti premi:
| Numeri indovinati al SuperEnalotto | Vincita SuperStar       |
| 6                                  | 2 milioni di €          |
| 5+1                                | 1 milione di €          |
| 5                                  | Quota del 5 × 25 volte  |
| 4                                  | Quota del 4 × 100 volte |
| 3                                  | Quota del 3 × 100 volte |
| 2                                  | 100 €                   |
| 1                                  | 10 €                    |
| 0                                  | 5 €                     |

Le vincite SuperStar con il 6, il 5+ e il 5 vanno suddivise in caso di più vincitori e fino alla disponibilità del montepremi di riserva (accumulato nelle estrazioni precedenti).
Di seguito le probabilità di uscita su una singola colonna con SuperStar (probabilità del SuperEnalotto divise per 90):
| Punteggio su una colonna con SuperStar | Probabilità di uscita |
| 0                                      | 1 su 137,7            |
| 1                                      | 1 su 302,4            |
| 2                                      | 1 su 1935,9           |
| 3                                      | 1 su 29 403,9         |
| 4                                      | 1 su 1 071 625,5      |
| 5                                      | 1 su 111 181 183,9    |
| 5+                                     | 1 su 9 339 219 450    |
| 6                                      | 1 su 56 035 316 700   |

Come si vede, il 5 con SuperStar è meno probabile del 5+1 (rapporto 90/84), diversamente dal 4 con SuperStar rispetto al 5.

## Record
Qui di seguito viene riportata una tabella che mette a confronto la probabilità di vincita per il premio di categoria maggiore del SuperEnalotto con quella di vincita del premio di categoria maggiore di altri giochi a premi diffusi:
| Gioco         | Combinazione    | Probabilità di vincita del premio massimo |
| Superenalotto | Sei             | 1 su 622614630                            |
| 10eLotto      | 10 + Doppio Oro | 1 su 130733705                            |
| Lotto         | Cinquina        | 1 su 43949268                             |
| Totogol       | 7               | 1 su 17297280                             |
| Totocalcio    | 14              | 1 su 4782969                              |
| Win For Life  | 10 + Numerone   | 1 su 3695120                              |

Il primo "sei" fu indovinato il 17 gennaio 1998 a Poncarale, in provincia di Brescia, e valse 11807025000 ₤. Una particolare vincita si ebbe il 31 ottobre 1998 a Peschici in provincia di Foggia: 100 persone giocarono un sistema vincendo 63 miliardi di lire.
Un caso particolare si ebbe a Bitonto: due "sei" nella stessa ricevitoria, uno tratto da un sistema e uno "spurio", che fruttarono in totale quarantaquattro miliardi di lire. Un altro caso particolare si ebbe il 31 gennaio 2009: la sestina vincente fu azzeccata da 5 vincitori; ciò fu agevolato dalla particolare ripetitività delle cifre della combinazione vincente 1-3-8-38-83-88, che favorì i sistemisti "ordinati"; in particolare i 5 vincitori con 6 punti vinsero ciascuno 7947184 € mentre vi furono anche 2 vincitori con 5 punti + Jolly ("5+1") che vinsero ciascuno 499460 €.
Il SuperEnalotto ha al suo attivo la più alta vincita in un gioco a premi sia italiano che europeo, maggiore di 371 milioni di euro, assegnato il 16 febbraio 2023 a un sistema di 90 quote da 5 € attraverso la bacheca dei sistemi per una vincita pro capite di 4123708 € che ha indovinato la sestina vincente dopo un anno e nove mesi di gioco.
La seconda più alta vincita mai realizzata è stata di 209106442 €, centrata a Lodi il 13 agosto 2019, con una schedina da 2 euro.
La terza vincita più alta è stata di 177729943 €, centrata a Sperlonga il 30 ottobre 2010 attraverso un sistema di 70 quote per una vincita pro capite di 2538986 €.
La quarta vincita più alta è invece di 163538706 €, vinti il 27 ottobre 2016 a Vibo Valentia, con una schedina da appena 3 euro, dopo un'attesa di oltre un anno. Oltre alla sestina vincente, il fortunato giocatore ha azzeccato anche il numero Superstar (probabilità di 1 su 56035316700), ottenendo, un ulteriore bonus di 2 milioni di euro, portando di fatto la vincita finale a 165538706 €.
Il SuperEnalotto detiene il primato della più alta vincita mai aggiudicata a una sola persona in Europa escludendo l'Euromillions.

### Le 10 vincite più alte del SuperEnalotto
Dati ufficiali:
| Pos. | Data       | Vincita     | Città                   | Note |
| ---- | ---------- | ----------- | ----------------------- | --- |
| 1ª   | 16/02/2023 | 371133425 € | Atripalda e altre città | Vincita realizzata con un sistema a caratura giocato attraverso la bacheca dei sistemi di Sisal. 90 quote da 5 € ciascuna sono state acquistate dalle ricevitorie e poi vendute ai giocatori, per una vincita pro capite di 4123708 € |
| 2ª   | 13/08/2019 | 209106442 € | Lodi                    | Schedina da 2 € con i numeri selezionati a caso dal terminale della ricevitoria. |
| 3ª   | 30/10/2010 | 177729043 € | Sperlonga e altre città | Sistema da 70 quote giocato in tutta Italia, per una vincita pro capite di 2538986 € |
| 4ª   | 27/10/2016 | 163538706 € | Vibo Valentia           | Schedina da 3 € |
| 5ª   | 22/05/2021 | 156294151 € | Montappone              | Schedina da 2 € |
| 6ª   | 22/08/2009 | 147807299 € | Bagnone                 | Schedina da 2 € |
| 7ª   | 09/02/2010 | 139022315 € | Parma e Pistoia         | Nello stesso concorso sono stati centrati due "sei" che si sono divisi il jackpot a metà, incassando 69511157 € a testa |
| 8ª   | 17/04/2018 | 130195242 € | Caltanissetta           | |
| 9ª   | 10/05/2024 | 101511953 € | Napoli                  | Schedina da 2 € |
| 10ª  | 23/10/2008 | 100756197 € | Catania                 | |

## SiVinceTutto
SiVinceTutto è un modo di giocare al SuperEnalotto, lanciato nell'estrazione del mercoledì 27 aprile 2011, in cui si giocavano sei numeri su una schedina al costo di 5 €.
Il montepremi di SiVinceTutto viene distribuito tutto nello stesso concorso, infatti, in assenza di vincite con punti 6, il relativo montepremi viene distribuito nelle categorie inferiori che presentano vincenti.
Dall'estrazione del 30 novembre 2011 si può vincere anche con il 2 e l'estrazione del SiVinceTutto veniva fatta ogni ultimo mercoledì del mese, salvo diverse disposizioni.
A partire dal settembre 2016, l'estrazione diventa settimanale, venendo fatta ogni mercoledì e secondo il nuovo regolamento si può giocare una combinazione costituita da 12 numeri su 90.
Poiché la nuova combinazione di gioco è composta da 12 numeri, vincere a SiVinceTutto è più probabile rispetto al SuperEnalotto (ma non a parità di spesa, in quanto una combinazione del SuperEnalotto costa cinque volte di meno).
Di seguito la tabella con le probabilità di vincita per ciascuna categoria, considerando una giocata effettuata con una singola combinazione:
| Punteggio | Probabilità di uscita | Calcolo                                                                   |
| 2         | 1 su 7                | {\displaystyle {{12 \choose 2}\cdot {78 \choose 4} \over {90 \choose 6}}} |
| 3         | 1 su 37               | {\displaystyle {{12 \choose 3}\cdot {78 \choose 3} \over {90 \choose 6}}} |
| 4         | 1 su 419              | {\displaystyle {{12 \choose 4}\cdot {78 \choose 2} \over {90 \choose 6}}} |
| 5         | 1 su 10079            | {\displaystyle {{12 \choose 5}\cdot {78 \choose 1} \over {90 \choose 6}}} |
| 6         | 1 su 673825           | {\displaystyle {{12 \choose 6}\cdot {78 \choose 0} \over {90 \choose 6}}} |

## Ripartizione montepremi e tasse
La quota derivante dall'incasso delle giocate che è distribuita fra i vincitori è pari al 60%. Per un confronto con alcune grandi lotterie nel mondo, uno studio effettuato nel 2003 ha osservato una distribuzione dei premi compresa fra il 31,6% e il 60%.
Delle giocate, la quota trattenuta dall'erario è circa il 28,27%, tranne che per le giocate effettuate in Sicilia, per le quali è trattenuto dallo Stato solo il 12,25%. L'8% è trattenuto dal punto vendita, il 3,73% va al concessionario (attualmente la Sisal) e il 60% costituisce il montepremi. Dal 1º gennaio 2012, le vincite superiori a 500 € sono assoggettate a un diritto del 6%, trattenuto direttamente dal soggetto che eroga il premio. Dal 1º ottobre 2017, la trattenuta fiscale sale all'8% per le vincite fino a 500 €, e al 12% sulla quota eccedente i 500 €.
Dal 1º marzo 2020, la trattenuta fiscale sale al 20% sulla quota superiore ai 500 €.
Il 2009 rappresenta il record di incassi nella storia del Superenalotto: sono stati raccolti 3,3 miliardi di €.

## Il SuperEnalotto nella cultura di massa
Ci sono quattro film che trattano l'argomento sul gioco del SuperEnalotto, in cui nei primi tre la vincita è in lire e nel quarto è in euro:
- Fantozzi 2000 - La clonazione (1999)
- Vacanze di Natale 2000 (1999)
- Il grande botto (2000)
- Baciato dalla fortuna (2011)